# Кирсова, Элен
Элен Кирсова (настоящее имя Эллен Элизабет Кирстен Виттруп; Hélène Kirsova, дат. Ellen Elisabeth Kirsten Wittrup; 18 июня 1910, Копенгаген — 22 февраля 1962, Лондон) — датская артистка балета и хореограф. Создала первую профессиональную балетную труппу в Австралии.

## Биография
Эллен Виттруп родилась в 1910 году в Копенгагене. Её родителями были Софус Кристиан Фердинанд Хансен и его жена Ингеборг Виттруп. Эллен, под девичьей фамилией матери, училась в балетных школах Эмили Вальбом и Йенни Мёллер, В восемнадцатилетнем возрасте она поехала в Париж, где училась у Ольги Преображенской, Любови Егоровой и Лео Стаатса. В 1929 году Эллен Виттруп вошла в труппу Le Ballet Franco-Russe, с которой отправилась на гастроли по Южной Америке. Позднее она также выступала в Париже и в лондонском Ковент-Гардене.
В 1931 году Эллен Виттруп стала членом труппы Русского балета Монте-Карло Рене Блюма и полковника де Базиля. Как это было принято среди иностранных танцовщиков, присоединявшихся к русским балетным труппам, она взяла себе русский псевдоним «Элен Кирсова», созвучный одному из её имён — Кирстен. После распада труппы она осталась с Блюмом и впоследствии работала с Михаилом Фокиным. В 1936—1937 годах она гастролировала в Австралии с труппой де Базиля, в качестве одной из двух ведущих солисток (другой была Валентина Блинова), и имела большой успех, в том числе в «Шопениане», «Петрушке», «Жар-птице» и «Карнавале». Критики называли выступления Кирсовой блестящими, искромётными и завораживающими, а также отмечали её грациозность и очарование, творческую энергию и безупречное техническое исполнение. Наиболее высокую оценку получили её выступления в роли Балерины в «Петрушке» и в роли Коломбины в «Карнавале», где её партнёром был Игорь Юшкевич. Вернувшись с труппой в Европу, в 1937 году Кирсова вновь приехала в Австралию, а в 1938 году вышла замуж за вице-консула Дании Эрика Фрица Эмиля Фишера. В 1939 году у них родился сын.
В 1940 году Элен Кирсова основала в Сиднее балетную школу, на базе которой впоследствии создала собственную балетную труппу. В неё вошли как бывшие члены Русского балета, включая Тамару Чинарову, так и молодые австралийские танцовщики, впоследствии ставшие известными артистами. Первое выступление Балета Кирсовой состоялось 8 июля 1941 года; программа включала два оригинальных балета, поставленных самой Кирсовой. Несмотря на трудности военного времени, 31 января 1942 года труппа открыла сезон в мельбурнском Театре Его Величества. Для каждого последующего сезона Кирсова создавала новые балеты, не считая постановки «Шопенианы» и «Лебединого озера». Кроме того, на протяжении своего пребывания в Австралии она оказывала помощь и поддержку начинающим художникам и музыкантам, а также использовала средства, вырученные за спектакли, для создания детских площадок в пригородах Сиднея.
Балетная школа и труппа Элен Кирсовой просуществовали до 1946 года. В том же году она вернулась в Копенгаген, в 1947 году развелась с мужем, а в 1948 году вышла замуж за Петера Бухарда Беллева, внука актёра Кюрле Беллева. Они поселились во Франции, под Парижем, и регулярно ездили в Австралию. В 1956 году Эллен Беллев опубликовала книгу о своём путешествии в Москву, Ballet in Moscow Today («Современный балет в Москве»). Она также принимала участие в составлении «Словаря современного балета», изданного в Лондоне в 1959 году.
Элен Кирсова умерла от рака 22 февраля 1962 года в Лондоне.